# Гапонов, Сергей Петрович
Сергей Петрович Гапонов (род. 1964) — российский учёный, доктор биологических наук, профессор, заведующий кафедрой зоологии и паразитологии Воронежского государственного университета. Область научных интересов — изучение эволюционной морфологии животных, включая преимагинальные стадии развития насекомых, исследования в области общей и медицинской паразитологии, онтогенеза и эволюции жизненных циклов.

## Биография
В 1986 году окончил биолого-почвенный факультет Воронежского государственного университета.
Преподаёт в том же университете (доцент, с 2005 — профессор), с 2007 года заведует кафедрой зоологии и паразитологии.

## Научная деятельность
В 1990 году защитил кандидатскую, в 2002 — докторскую диссертацию.

### Избранные труды
монографии
- Гапонов С. П. Морфология яиц тахин (Diptera, Tachinidae). — Воронеж, 2003. — 86 с. — ISBN 5-9273-0428-1.
- Гапонов С. П. Морфология и эволюционные преобразования яиц двукрылых (Diptera) — Воронеж, 2003. — 316 с. — ISBN 5-9273-0427-3.
- Гапонов С. П., Сергеев А. С. Conopidae (Diptera) Центрального Чернозёмного региона России. — Lampert Academic Publishing, 2011. — 144 с.
- Гапонов С. П. Тахины (Diptera, Tachinidae): стадия яйца. — Lampert Academic Publishing, 2012. — 117 c.

учебники и учебные пособия
- Гапонов С. П., Багрянская, Н. А., Прокудина, О. Н. Введение в генетику. — Воронеж, 1998. — 165 с.
- Гапонов С. П., Простаков Н. И. Введение в этологию. — Воронеж, 1998. — 141 с.
- Гапонов С. П. Паразитические простейшие. — Воронеж, 2003. — 48 с.
- Гапонов С. П., Хицова, Л. Н. Почвенная зоология. — Воронеж : Воронеж. гос. ун-т, 2005. — 143 с. (Рекомендовано УМО классических университетов России в области почвоведения в качестве учебного пособия для студентов вузов).
- Гапонов С. П. Паразитические черви (Введение в гельминтологию). — Воронеж, 2005 (Воронеж. гос. ун-т). — 205 с. — ISBN 5-9273-0896-1. (Рекомендовано УМО классических университетов России в области биологии в качестве учебного пособия для студентов вузов).
- Гапонов С. П. Паразитические членистоногие. — Воронеж, 2005 (Воронеж. гос. ун-т). — 297 с. — ISBN 5-9273-0871-6. (Рекомендовано УМО классических университетов России в области биологии в качестве учебного пособия для студентов вузов).
- Гапонов С. П. Паразитология. — Воронеж: Изд-во Воронеж. гос. ун-та, 2011. — 776 с.
- Гапонов С. П. Паразитология. Учебник (Гриф УМО «Биология»). — Воронеж: ВГУ, 2011. — 776 с.
- Гапонов С. П., Будаева И. А. Лабораторный практикум по паразитологии. — Воронеж: ВГУ, 2012. — 138 с.
- Простаков Н. И., Делицына Л. Ф., Гапонов С. П. Основы зоологии позвоночных (учебное пособие гриф УМО). — Воронеж, ВГУ, 2012. — 360 с.

статьи
- Гапонов С. П. Макротипические яйца фазиин (Diptera, Tachinidae, Phasiinae) // Зоол. журн. — 1992 . — Т. 71. — Вып. 7. — С. 23-28.[3]
- Гапонов С. П. Морфология экзохориона яиц некоторых видов тахин подсемейства Tachininae (Diptera,Tachinidae // Зоол. журн. — 1993. — Т. 72. — Вып. 9. — С.125-129.
- Гапонов С. П. Биология и преимагинальные стадии развития тахины Blepharipa pratensis (Diptera, Tachinidae // Зоол. журн. — 1995. — № 8. — С. 94-99.
- Гапонов С. П. Protocalliphora azurea и Trypocalliphora braueri (Diptera, Calliphoridae) в птичьих гнездах в Центральном Чернозёмном регионе России // Зоол. журн. — 1995. — № 10. — С. 77-82.
- Гапонов С. П. Морфология яиц четырех видов тахин подсемейства Phasinae (Diptera, Tachinidae) // Зоологич. журн. — 1996. — № 4. — С. 552—557.
- Гапонов С. П. Морфология поверхности яиц тахин из триб Exoristini, Winthenemini (Diptera, Tachinidae) // Зоологич. журн. — 1996. — № 3. — С. 468—473.
- Гапонов С. П. Морфология поверхности микротипических яиц палеарктических Goniini (Diptera, Tachinidae) // Зоологич. журн. — 1996. — № 5. — С. 713—725.
- Gaponov S. Blowflies (Diptera,Calliphoridae) caused myiasis in the Central Black Soil Region of Russia // XX International Congress of Entomology, Firenze, Italy, August 25-31, 1996: Proceedings. — 1996. — P. 763.
- Гапонов С. П. Круглошовные двукрылые (Diptera, Cyclorrhapha) в гнездах воробьиных птиц (Aves, Passeriformes) в Центральном Черноземье // Место и роль двукрылых насекомых в экосистемах: Сб. науч. тр. — СПб., 1997. — С. 35-37.
- Гапонов С. П. Морфология поверхности яиц тахин из триб Blondeliini и Eryciini (Diptera, Tachinidae) // Зоологич. журн. — 1998 . — Т. 77. — № 2. — С. 202—208.
- Гапонов С. П. Морфология яиц некоторых семейств круглошовных двукрылых (Diptera, Cyclorrhpha) // Зоологический журнал. — 1999. — Т. 78. — № 4. — С. 466—473.
- Гапонов С. П. Ультраструктура экзохориона яиц двукрылых из семейства Psilidae (Diptera) // Зоологический журнал. — 1999. — Т. 78. — № 6. — С. 755—758.
- Гапонов С. П. Морфология яиц двукрылых из семейства Chloropidae (Diptera) // Зоологический журнал. — 2000. — Т. 79. — № 6. — С. 704—711.
- Гапонов С. П. Морфология яиц двукрылых семейства Anthomyiidae (Diptera) // Зоологический журнал. — 2003. — Т. 82. — № 11. — С. 1347—1356.
- Гапонов С. П. Биология размножения и стадия яйца Calliphoridae (Diptera) // Вестн. Воронеж. гос. ун-та. Сер. Химия. Биология. Фармация. — 2003. — № 2. — С. 116—122.
- Гапонов С. П. Особенности экзохориона яиц двукрылых из семейства Heleomyzidae (Diptera) // Зоологический журнал. — 2004. — Т. 83. — № 3. — С. 376—381.
- Гапонов С. П. Типизация поверхности хориона яиц круглошовных двукрылых (Diptera, Cyclorrhapha) // Вестн. Воронеж. гос. ун-та. Сер. Химия. Биология. Фармация. — 2004. — № 2. — С. 112—122.
- Гапонов С. П., Сергеев А. С. Морфология сенсорной системы головы паразитических двукрылых из семейства Conopidae (Diptera) // Вестн. Воронеж. гос. ун-та. Сер. Химия. Биология. Фармация. — 2005. — № 1. — С. 97-104.
- Гапонов С. П., Бахметьева Ю. О., Транквилевский Д. В. Численность мелких млекопитающих в Воронежской области и их эпидемиологическое значение в 2002—2005 гг. // Состояние и проблемы экосистем Среднерусской лесостепи: Труды Биологического научного центра «Веневитиново». — Воронеж, 2004. — № 17. — С. 88-102.
- Гапонов С. П., Транквилевский Д. В. Туляремия в Воронежской области // Состояние и проблемы экосистем Среднерусской лесостепи. — Труды Биологического научного центра «Веневитиново». — Воронеж, 2004. — № 17. — С. 88-102.; № 18. — С. 104—108.
- Гапонов С. П., Транквилевский Д. В. и др. Эпизоотическая обстановка по бешенству в Воронежской области на рубеже 20 и 21 веков // Здоровье общества и среда. — Москва, 2006. — № 5 (158). — С. 11-15.
- Гапонов С. П., Хицова Л. Н. Экологический обзор паразитических короткоусых круглошовных двукрылых (Diptera, Brachycera — Cyclorrhapha) Среднего Подонья // Вестник Тверского государственного университета. Серия Биология и экология. 2009. — № 34. — С. 115—122.
- Гапонов С. П., Солодовникова О. Г., Федорук С. А. Иксодовые клещи (Ixodidae) на урбанизированных территориях Воронежской области в 2003—2009 гг. // Вестник Нижегородского университета им. Н. И. Лобачевского. № 2. Часть 2. — Н.Новгород: Изд-во ННГУ им. Н. И. Лобачевского, 2011. — С. 45-51.
- Гапонов С. П., Сотникова М. А., Будаева И. А., Солодовникова О. Г. Биология двукрылых из семейства Muscidae (Diptera) в Среднем Подонье // Вестник ТвГУ. Серия Биология и экология. — 2010. — Вып. 20, № 32. — С. 45-55.
- Сотникова М. А., Гапонов С. П. Экология зоофильных и синантропных двукрылых Воронежской области // Проблемы региональной экологии. — 2011. — № 4. — С. 258—263.
- Меняйлова И. С., Гапонов С. П. Значение кошек в циркуляции антропозоонозов на территории г. Воронежа (на примере токсоплазмоза) // Вестник ВГУ, Серия: химия, биология, фармация. — 2011. — № 2. — С. 134—137.
- Меняйлова И. С., Гапонов С. П. Результаты изучения структуры сообщества паразитов плотоядных в г. Воронеже // Проблемы урбанизированных территорий. — 2011. — № 3. — С. 35-39.
- Меняйлова И. С., Гапонов С. П. К изучению кишечных инвазий плотоядных в г. Воронеже // Биологические науки Казахстана. — 2011.- № 2. — С. 46-50.
- Стекольников А. А., Гапонов С. П., Федорук С. А., Солодовникова О. Г. Грызуны и их паразитофауна в урбосистемах г. Воронежа // Проблемы региональной экологии. — 2012. — № 3. — С. 100—105.
- Великанова Н. А., Гапонов С. П., Сливкин А. И. Изучение динамики накопления тяжелых металлов травой горца птичьего и листьями подорожника большого в процессе вегетации в городе Воронеже и его окрестностях // Современные проблемы науки и образования. — 2012. — № 5. — C. 64-79[3].

## Награды и признание
- Премия Европейской Академии наук (1996),
- Соросовский доцент (1997, 1998,1999, 2000)[3],
- Почётный диплом в области медицины и паразитологии Кембридж, (1996)
- Диплом за выдающийся вклад в высшее образование в XX веке Кембридж, (1998);
- Биография в Marque’s «Who’s who» — «Знаменитые русские»;
- Премия Администрации Воронежской области (1995);
- Премия Российской академии естественных наук (1995)